# John Edwards (politiker)

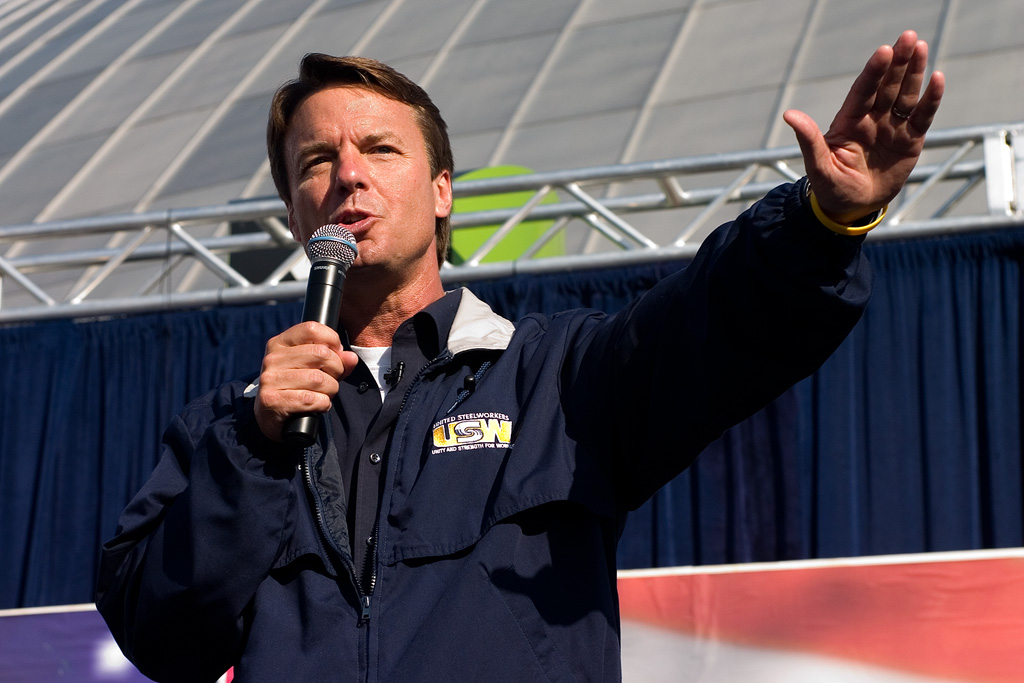
John Edwards talar i Pittsburgh 2007.

Johnny Reid "John" Edwards, född 10 juni 1953 i Seneca i South Carolina, är en amerikansk advokat och politiker (Demokratiska partiet). Han representerade delstaten North Carolina i USA:s senat från 1999 till 2005.

## Biografi
John Edwards föddes i Seneca i South Carolina, men växte huvudsakligen upp i Robbins, North Carolina. Till yrket advokat specialiserad på skadeståndsprocesser, valdes han in i senaten som representant för delstaten North Carolina 1998. Han ställde 2004 upp som presidentkandidat i demokraternas primärval, men fick se sig besegrad av John Kerry. I juli 2004 offentliggjorde Kerry att han valt John Edwards till sin vicepresidentkandidat, ett val som bekräftades några veckor senare av Demokraternas partikonvent i Boston.
Taktiken gick ut på att Kerry, med sin bakgrund i New England, skulle kompletteras av sydstatspolitikern Edwards och på så sätt kunna vinna även några av Sydstaterna, men den misslyckades. Demokraterna lyckades i de flesta av dessa stater inte på allvar utmana den sittande presidenten George W. Bush.
Edwards ställde även upp som presidentkandidat i valet 2008. Han drog sig ur i januari 2008 och kom senare att stödja Barack Obamas kandidatur.

## Privatliv
Edwards var gift med advokaten, författaren och sjukvårdsaktivisten Elizabeth Edwards från 1977 till hennes död i bröstcancer 2010. Paret hade flyttat isär året innan, men skilsmässan hade inte gått igenom officiellt då hon avled. De hade fyra barn ihop. Edwards har också ett barn utanför äktenskapet född 2008.